# Кевдо-Мельситовский сельсовет
Кевдо-Мельситовский сельсовет — сельское поселение в Каменском районе Пензенской области Российской Федерации.
Административный центр — село Кевдо-Мельситово.

## История
Статус и границы сельского поселения установлены Законом Пензенской области от 2 ноября 2004 года № 690-ЗПО «О границах муниципальных образований Пензенской области».

## Население
| 2002  | 2010  | 2012  | 2013  | 2014  | 2015  | 2016  |
| ----- | ----- | ----- | ----- | ----- | ----- | ----- |
| 1909  | ↗2000 | ↘1965 | ↘1934 | ↗1941 | ↘1906 | ↘1864 |
| 2017  | 2018  | 2021  |       |       |       |       |
| ↘1838 | ↘1799 | ↘1632 |       |       |       |       |

## Состав сельского поселения
| № | Населённый пункт | Тип населённого пункта       | Население |
| - | ---------------- | ---------------------------- | --------- |
| 1 | Безруково        | село                         | ↘124      |
| 2 | Кевдо-Мельситово | село, административный центр | ↗1876     |